# 야마다선
야마다선(일본어: 山田線)은 일본 이와테현 모리오카시의 모리오카역부터 미야코시에 있는 미야코역을 잇는 동일본 여객철도의 철도 노선(지방 교통선)이다. 전구간이 산악 구간이다. 2019년 3월 23일부터 산리쿠 철도에 미야코 - 가마이시 구간이 이관되었다.

## 노선 정보
- 관할 (사업 종별) : 동일본 여객철도 (제1종 철도사업자)
- 구간 (영업 거리) : 모리오카 - 미야코 102.1km
- 궤간 : 1067mm
- 역 수 : 16역 (기종점역 포함)
  - 야마다 선 소속 역으로 한정된 경우, 기점의 모리오카 역(도호쿠 본선 소속)이 제외되어, 15역이 된다.
- 복선화 구간 : 없음 (전 구간 단선)
- 전철화 구간 : 없음 (전 구간 비 전철화)
- 폐색방식 : 특수 자동 폐색식(궤도 회로 검지식)
- 최고 속도 : 85km/h
- 운전 지령소 : 모리오카 종합 지령실

전 구간이 동일본 여객철도 모리오카 지사의 관할이다.

## 역 목록

### 모리오카 - 미야코 구간
| 역명         | 일어 역명 | 역간 거리 | 영업 거리 | 접속 노선 | 소재지     |
| ------------ | --------- | --------- | --------- | --- | ---------- |
| 모리오카     | 盛岡      | -         | 0.0       | 동일본 여객철도 도호쿠 신칸센 · 아키타 신칸센 · 도호쿠 본선 · 다자와코 선 IGR 이와테 은하 철도 이와테 은하 철도선 (동일본 여객철도 하나와 선 상호 운행 열차를 포함) | 모리오카시 |
| 가미모리오카 | 上盛岡    | 2.8       | 2.8       | | 모리오카시 |
| 야마기시     | 山岸      | 2.1       | 4.9       | | 모리오카시 |
| 가미요나이   | 上米内    | 5.0       | 9.9       | | 모리오카시 |
| 구자카이     | 区界      | 25.7      | 35.6      | | 미야코시   |
| 마쓰쿠사     | 松草      | 8.0       | 43.6      | | 미야코시   |
| 가와우치     | 川内      | 9.3       | 61.5      | | 미야코시   |
| 하코이시     | 箱石      | 4.2       | 65.7      | | 미야코시   |
| 리쿠추카와이 | 陸中川井  | 7.8       | 73.5      | | 미야코시   |
| 하라타이     | 腹帯      | 9.1       | 82.6      | | 미야코시   |
| 모이치       | 茂市      | 4.4       | 87.0      | | 미야코시   |
| 히키메       | 蟇目      | 4.5       | 91.5      | | 미야코시   |
| 게바라이치   | 花原市    | 2.7       | 94.2      | | 미야코시   |
| 센토쿠       | 千徳      | 4.6       | 98.8      | | 미야코시   |
| 미야코       | 宮古      | 3.3       | 102.1     | 산리쿠 철도 리아스 선 | 미야코시   |